# Edentistoma octosulcatum
Edentistoma octosulcatum är en mångfotingart som beskrevs av Tömösváry 1882. Edentistoma octosulcatum ingår i släktet Edentistoma och familjen Scolopendridae. Inga underarter finns listade i Catalogue of Life.